# Pristimantis divnae
Pristimantis divnae es una especie de anfibio anuro de la familia Craugastoridae.

## Distribución geográfica
Esta especie es endémica de Perú. Se encuentra entre los 270 y 980 m sobre el nivel del mar en las regiones de Madre de Dios, Cuzco y Puno.

## Descripción
Los machos miden de 22 a 23 mm.

## Publicación original
- Lehr & von May, 2009: New species of Pristimantis (Anura: Strabomantidae) from the Amazonian lowlands of southern Peru. Journal of Herpetology, vol. 43, p. 485-494.[3]